# سولتانیک آرئوشاتیان
سولتانیک سورنی آرئوشاتیان (ارمنی: Սուլթանիկ Սուրենի Արևշատյան؛ انگلیسی: Sultanik Arevshatyan زاده ۵ مهٔ ۱۹۲۵ - درگذشته ۲۷ ژوئیهٔ ۲۰۱۷) یک معمار اهل ارمنستان بود.

## زندگی‌نامه
وی در ۵ مهٔ ۱۹۲۵ در تبریز به دنیا آمد و از دانشگاه ملی پلی‌تکنیک ارمنستان فارغ‌التحصیل گشت. ادوارد آرئوشاتیان و روبن آرئوشاتیان همسر و فرزند می‌باشند. وی از سال ۱۹۷۴ عضو اتحادیه معماران ارمنستان بود.  وی در ۲۷ ژوئیهٔ ۲۰۱۷ در سن ۹۲ سالگی در ایروان درگذشت.